# Eschara andegavensis
Espèce
Eschara andegavensis ou encore Calpensia andegavensis, était une espèce de bryozoaires.